# ياو تشين
ياو تشين (بالإنجليزية: Yao Chin)‏ هو مقدم تلفزيوني بريطاني، ولد في 23 مايو 1979 في Dulwich ‏ في المملكة المتحدة.

## وصلات خارجية
- ياو تشين على موقع IMDb (الإنجليزية)
- ياو تشين على موقع قاعدة بيانات الفيلم (الإنجليزية)